# بيدرو خوليو سيرانو
بيدرو خوليو سيرانو (بالإنجليزية: Pedro Julio Serrano)‏ هو ناشط حقوق الإنسان أمريكي، ولد في 2 أكتوبر 1974 في بونس، بورتوريكو في الولايات المتحدة.